# National Board of Review Awards 2001
73rd NBR Awards

5 de dezembro de 2001
Melhor Filme: 

 Moulin Rouge! 
O 73º Prêmio National Board of Review, homenageando os melhores do cinema em 2001, foi anunciado em 5 de dezembro de 2001 e entregue em 7 de janeiro de 2002.

## Top 10: Melhores Filmes
1. Moulin Rouge!
2. In the Bedroom
3. Ocean's Eleven
4. Memento
5. Monster's Ball
6. Black Hawk Down
7. The Man Who Wasn't There
8. A.I. Artificial Intelligence
9. The Pledge
10. Mulholland Drive

## Melhores Filmes Estrangeiros
1. Amores perros
2. Abril Despedaçado
3. Tmavomodrý svět
4. Ničija Zemlja
5. Le fabuleux destin d'Amélie Poulain

## Vencedores
- Melhor Filme: 
  - Moulin Rouge!
- Melhor Filme Estrangeiro:
  - Amores perros, Mexico
- Melhor Ator:
  - Billy Bob Thornton - The Man Who Wasn't There, Monster's Ball, Bandits
- Melhor Atriz:
  - Halle Berry - Monster's Ball
- Melhor Ator Coadjuvante:
  - Jim Broadbent - Iris e Moulin Rouge!
- Melhor Atriz Coadjuvante:
  - Cate Blanchett - The Lord of the Rings: The Fellowship of the Ring, The Man Who Cried, e The Shipping News
- Melhor Elenco:
  - Last Orders
- Melhor Ator Revelação:
  - Hayden Christensen - Life as a House
- Melhor Atriz Revelação:
  - Naomi Watts - Mulholland Drive
- Melhor Diretor:
  - Todd Field - In the Bedroom
- Melhor Diretor Estreante:
  - John Cameron Mitchell - Hedwig and the Angry Inch
- Melhor Roteiro:
  - In the Bedroom - Robert Festinger e Todd Field
- Melhor Documentário:
  - The Endurance: Shackleton's Legendary Antarctic Expedition
- Melhor Filme de Animação:
  - Shrek
- Melhor Telefilme:
  - Wit
- Prêmio pela Carreira:
  - Jon Voight
- Prêmio Billy Wilder de Melhor Diretor:
  - Steven Spielberg
- Prêmio pela Carreira - Cinema:
  - Peter Jackson - The Lord of the Rings: The Fellowship of the Ring
- Melhor Direção de Arte:
  - Grant Major - The Lord of the Rings: The Fellowship of the Ring
- Prêmio pela Carreira - Música:
  - John Williams
- Prêmio Humanitário:
  - Arthur Cohn
- Prêmio William K. Everson de História do Cinema:
  - Martin Scorsese, My Voyage to Italy
- Prêmio Liberdade de Expressão:
  - Baran
  - Jung in the Land of the Mujaheddin
  - Kandahar
- Reconhecimento Especial:
  - The Anniversary Party
  - The Deep End
  - Diamond Men
  - Ghost World
  - Happy Accidents
  - Iris
  - Lantana
  - L.I.E.
  - Piñero
  - Sexy Beast